# Modèle de Burdett-Mortensen
Le modèle de Burdett-Mortensen est un modèle théorique du marché du travail où les entreprises fixent les salaires des offres d'emploi (wage posting). Les travailleurs, qu'ils soient au chômage ou en emploi, rencontrent aléatoirement ces offres et décident de les accepter ou non. La contribution de ce modèle par rapport aux modèles préexistants est de répondre à la "critique de Diamond" en exhibant de manière endogène une distribution non dégénérée des salaires : en d'autres termes, bien que les firmes soient supposées au départ identiques, et de même pour les travailleurs, à l'équilibre certaines firmes offrent des salaires plus élevés que d'autres.